# لا کرس (کانزاس)
لا کرس (به انگلیسی: La Crosse) شهری در ایالت کانزاس کشور ایالات متحده آمریکا است که جمعیت آن در سرشماری سال ۲۰۱۰ میلادی، ۱٬۳۴۲ نفر بوده‌است.